# Kastanienallee
Le Kastanienallee (en allemand : Die Kastanienallee, traduit littéralement par "Allée des marronniers") est une voie de Berlin en Allemagne. 

## Situation et accès
la « Kastanienallee » commence dans le prolongement de la Pappelallee (en) à l'intersection avec la Schönhauser Allee. Elle s'enfonce dans la ville en ligne droite dans une direction sud-sud-ouest en direction de la Rosenthaler Platz. Longue de près d'un kilomètre, elle se jette dans le Weinbergsweg à l'intersection avec la Fehrbelliner Straße. 
C'est l'une des rues les plus prisées de Prenzlauerberg, elle y concentre un grand nombre de bars, magasins de créateurs de mode et boutiques de seconde main de mode ainsi que de nombreux lieux de spectacle tels que le DOCK 11 (de) et le Prater de la Volksbühne.
Elle est surnommée parfois la Castingallee.

## Origine du nom
Le nom Kastanienallee, qui signifie littéralement "Allée des marronniers" en allemand, provient des arbres qui bordaient cette rue de Berlin.

## Historique
Jusqu'en 1860, « Kastanienallee » était encore un chemin de gravier.
En 1941, durant la période du national-socialisme (de), il y avait un sous-camp du camp de concentration de Sachsenhausen dans un bâtiment de la Kastanienallee. 